# Else-Nunatakker
Die Else-Nunatakker sind eine Gruppe niedriger und teilweise verschneiter Nunatakker im ostantarktischen Kempland. Sie ragen 5 km nördlich des Øydeholmen an der Südflanke des Wilma-Gletschers auf.
Luftaufnahmen aus den Jahren von 1954 bis 1966, die im Rahmen der Australian National Antarctic Research Expeditions (ANARE) entstanden, dienten ihrer Kartierung. Das Antarctic Names Committee of Australia benannte sie nach Harvey Else, einem Piloten der ANARE des Jahres 1965.